# Alessandro Del Mar
Alessandro Del Mar ist ein Regisseur von Pornofilmen.
Bekannt wurde Del Mar vor allem durch die Regie in dem 1,9 Millionen Dollar Budget teuersten Hardcorefilm Millionaire, der 2004 mit dem Venus Award für den besten europäischen Film ausgezeichnet wurde. Die meisten Regiearbeiten machte er für die Private Media Group. Die Dreharbeiten waren meist an exotischen, tropischen Orten statt, wie beispielsweise die Filmreihe "Private Tropical" (bisher 40 Folgen). Del Mar hatte 2004 einen Auftritt in der Fernsehsendung Wa(h)re Liebe.
Im Jahr 2008 drehte er den Film Billionaire, der in der Reihe der Private Blockbusters erschienen ist und den ersten auf Blu-ray veröffentlichten Titel von Private darstellt und beim "Hot d’Or" Award 2009  als "Best European Movie" ausgezeichnet wurde. Daneben erhielt Alessandro Del Mar den Preis als "Best European Director" für "Billionaire".

## Filmografie (Auswahl)
- Robinson Crusoe on Sin Island (Regie und Drehbuch)
- Millionaire

## Auszeichnungen
- 2009: Hot d’Or Award, Best European Director (Billionaire)
- 2008: AVN Award, Best Director (Foreign Release)[1]
- 2005: FICEB Award, Best Screenplay (Robinson Crusoe on Sin Island)[2]